# 耶拿 (阿拉巴馬州)
耶拿（英語：Jena）是一個位於美國阿拉巴馬州格林縣的非建制地區。該地的面積和人口皆未知。

## 地理
耶拿的座標為33°07′50″N 87°38′49″W / 33.13055°N 87.64694°W，而該地最高點為海拔高度60米（即200英尺）。